# The Shamer
Pour plus de détails, voir Fiche technique et Distribution.
The Shamer (en danois : Skammerens Datter) est un film d'aventure/fantastique danois sorti en 2015, adapté du roman de Lene Kaaberbøl.

## Synopsis
Le roi de Dunark a été assassiné avec sa femme enceinte et son fils de 4 ans. Les soupçons se tournent principalement vers le fils aîné du roi, Nicodemus, qui a été retrouvé ivre mort, tenant un poignard dans sa main. Mais tant que celui-ci n'a pas clairement avoué son crime, il ne peut être condamné. Le Maître des Lois fait mander la sorcière Melussina Tonerre, qui peut sonder l'esprit des gens, mais cette dernière ne trouve en Nicodemus aucune honte liée au massacre de la famille royale. Pour faire avancer le procès et les affaires politiques, Drakan va chercher la propre fille de Melussina, Dina, qui possède le même pouvoir.

## Distribution
- Rebecca Emilie Sattrup : Dina Tonerre
- Petra Maria Scott Nielsen : Rosa
- Peter Plaugborg : Drakan
- Maria Bonnevie (VF : Marine Tuja) : Melussina Tonerre
- Søren Malling : le Maître d'Armes
- Roland Møller : Hannes, l'assistant du Maître d'Armes
- Jakob Oftebro : Nicodemus ("Nico")
- Stina Ekblad : Dame Lizea
- Allan Hyde : Davin
- Laura Bro (VF : Nadine Girard) : Madame Petri
- Olaf Johannessen : Maître Maunus
- Jóhann G. Jóhansson : Dres
- Adam Ild Rohweder : Aun

- Version française
  - Direction artistique : Monika Lawinska
  - Avec les voix VF de : Cindy Lemineur

Source VF : RS Doublage

## Suite
Une suite de l'histoire est sortie en 2020 en VOD sous le nom de The Shamer 2 : Le don du serpent (en danois : Skammerens datter II: Slangens gave). Une adaptation du roman Slangens gave de Lene Kaaberbøl.